# Hôtel Crozat
L’hôtel Crozat ou hôtel de Schickler est un ancien hôtel particulier, situé au no 17, place Vendôme, dans le 1er arrondissement de Paris.
Il est construit pour le financier Antoine Crozat, de 1700 à 1702, par l'architecte Pierre Bullet, puis passe successivement aux familles Deville, puis de Schickler. il est vendu en 1910 au crédit foncier de France, avant d'être acheté par l'homme d'affaires, Mohamed Al-Fayed en 1998.
Il fait aujourd'hui partie, de l'établissement hôtelier, Ritz Paris.

## Situation
L’hôtel est situé sur le côté ouest de la place et est mitoyen de l’hôtel de Gramont au no 15 et de l’hôtel d’Évreux qui ouvre au no 19, dans l'angle nord-ouest de la place.

## Historique

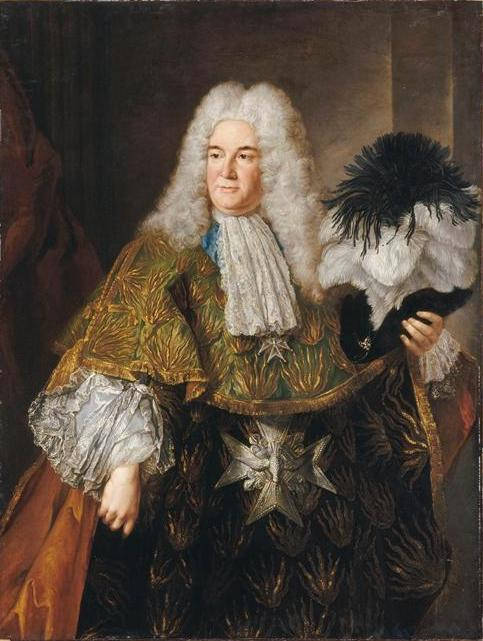
Antoine Crozat.

En 1699, le richissime financier Antoine Crozat, acquiert la parcelle et fait construire, de 1700 à 1702, par l’architecte Pierre Bullet son hôtel, qui est dès lors le plus ancien de la place. Antoine Crozat a bâti sa fortune dans le commerce. Il a notamment obtenu la concession de la Louisiane, financé des Compagnies comme celle de Guinée en 1684 et celle de Saint-Domingue (Haïti) en 1698, spécialisées dans le commerce triangulaire (entre la France, l'Afrique et Saint-Domingue) et les plantations de sucre et de café.
Après avoir habité dans l'hôtel de Soyécourt, place des Victoires, Antoine Crozat vit dans ce nouvel hôtel, avec son épouse, jusqu’à sa mort, en 1738.
En 1707, il fait aussi, au n° 19, construire l'hôtel voisin, qui prend le nom d'hôtel d'Evreux, celui de son gendre Louis Henri de La Tour d'Auvergne, comte d'Evreux. Les deux hôtels, communicants à l'époque, sont disposés côte à côte et tête bêche, la façade sur cour du n° 17 étant orientée à l'ouest et la façade sur cour du n° 19 à l'Est.
Au décès de l'épouse d'Antoine Crozat, en 1742, l’hôtel Crozat passe à leur fils, Joseph Antoine Crozat, marquis de Thugny. Ce dernier le fait réaménager de 1744 à 1746 par l'architecte Pierre Contant d'Ivry, en même temps que l'hôtel d'Evreux, voisin et communicant, est réaménagé pour son frère, Louis Antoine Crozat, baron de Thiers, par le même architecte.
A la suite de ces aménagements, l'hôtel Crozat comportait un escalier remarquable, en fer à cheval et sans palier intermédiaire, avec une rampe en fer forgé ornée de pilastres et de feuilles d'acanthe, un grand salon octogonal orné de huit colonnes ioniques, aux angles en pans coupés, une salle à manger, une bibliothèque et une chapelle au décor également remarquable , éléments en partie disparus, en particulier l'escalier, depuis le réaménagement du bâtiment, au début du XXe siècle.
A la mort du marquis de Thugny, en 1751, son hôtel est racheté par son frère : Louis-Antoine Crozat, baron de Thiers, déjà propriétaire de l'hôtel voisin du n° 19.
En 1764, l’hôtel Crozat est loué au fermier général Geoffroy Chalut de Vérin.
En 1770, le baron de Thiers décède et l'hôtel passe à sa fille, Louise Thérèse Crozat, épouse d'Armand Louis de Béthune, marquis de Béthune et de Chabris, qui poursuit la location à Geoffroy Chalut de Veyrin, lequel y reçoit un temps l’écrivain Jean-François Marmontel en 1776.
En 1787, l’hériter de Chalut de Veyrin, le fermier général Nicolas Deville, achète l’hôtel à la marquise de Chabris, en même temps que la sœur de cette dernière, la duchesse de Broglie, vend l'hôtel voisin du n° 19. Les deux hôtels voisins sortent en même temps de la famille Crozat pour être désormais séparés.
En 1794, sous la Terreur, Nicolas Deville est guillotiné et l’hôtel est séquestré sur sa veuve, Marie-Catherine Nicaise des Roches, qui n’en récupère l’usage qu’en 1799, où elle le loue à la chancellerie, voisine du no 13, jusqu’en 1828.

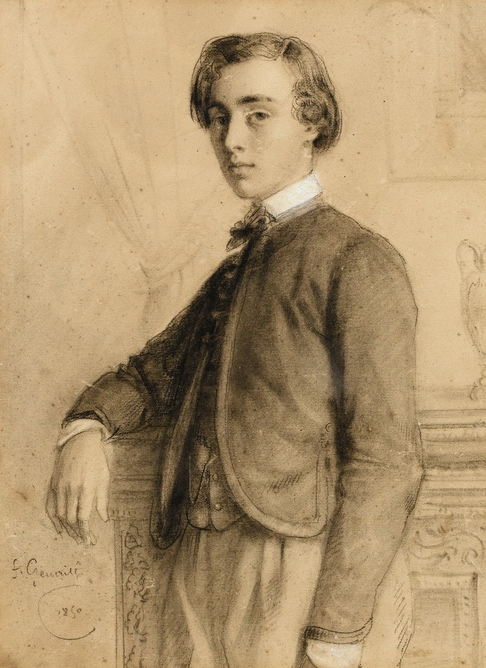
Fernand de Schickler, âgé de 15 ans.

Le 2 mai 1828, après le départ de la chancellerie, l’hôtel est vendu par Madame Deville au banquier Johan Georg Schickler pour 340 000 francs.
Après y avoir disposé son importante collection d’objets d’art, Schickler s’éteint en 1843, et sa veuve hérite de tous ses biens, dont l'hôtel estimé alors à 1 117 956 francs.
Madame Schickler meurt en 1884, et ses fils, Arthur et Fernand de Schickler, en héritent à part égale.
Entre 1880 et 1900, l’hôtel est loué à la famille de Pourtalès, puis au duc d’Albufera.
En 1909, Fernand de Schickler meurt sans postérité et son frère devient pleinement propriétaire de l'hôtel.
En 1910, Arthur de Schickler vend l’hôtel, moyennant 5 300 000 francs, au crédit foncier de France. Ce dernier loue alors l’hôtel au Ritz, voisin au no 15, qui le fait réaménager pour son nouvel usage hôtelier et fait disparaitre en partie les aménagements conçus un siècle et demi auparavant par Contant d'Ivry.
Depuis 1998, l’hôtel est la propriété de l’homme d’affaires Mohamed Al-Fayed, qui, par cet achat, annexe définitivement l’hôtel à son établissement, le Ritz Paris.

## Protection
L’hôtel est classé aux monuments historiques, pour ses façades et toitures, par arrêté du 17 mai 1930, puis inscrit pour son salon, cabinet et boudoir du premier étage par arrêté du 4 mai 1927.